# Yumi Kayama
Yumi Kayama (jap. 加山 弓 Kayama Yumi; * 15. September  in der Präfektur Tokio; † 27. Juli 2005) war eine japanische Mangaka (Comiczeichnerin) und Illustratorin.
Sie machte ihren Abschluss an der Fakultät für Literatur der Tanki Daigaku der Mejiro-Universität.
Sie machte ihr Debüt als Manga-Zeichnerin unter einem anderen Pseudonym in einer Sonderausgabe des Manga-Magazins LaLa und zeichnete später mehrere Boys-Love- und Shōjo-Manga sowie einige Dōjinshi. Ihre Shōjo-Manga veröffentlicht sie unter ihrer Hiragana-Schreibweise かやま ゆみ ihres Namens und ihre Yaoi-Manga, die meist pornographische Inhalte enthalten, unter der Kanji-Schreibweise 加山 弓.

## Werke
- Yakusoku no Natsu (約束の夏; 1994, 1 Band)
- Toki o Kaketa Shōjo-tachi (時をかけた少女たち; 1995–2002, 6 Bände)
- Kokoro Ippai no… YES (心いっぱいの…ＹＥＳ; 1995, 1 Band)
- Kimi ni Kiss Shitai (君にＫｉｓｓしたい; 1995–2000, 3 Bände)
- Graduation Eve (卒業前夜, Sotsugyō Zen’ya; 1998, 1 Band)
- Soshite Boku wa Tohō ni Kureru (そして僕は途方に暮れる; 1998–2001, 3 Bände)
- Smile! (1998, 1 Band)
- Private Lesson (1999, 1 Band)
- Kimi no Naka de Nemurasete (君の中で眠らせて; 1999, 1 Band)
- Koi suru Vector (恋するベクトル Koi suru Bekutoru; 1999, 1 Band)
- A·I·J·IN (2001, 1 Band)
- Heaven (2001, 1 Band)
- Real Love (2002, 1 Band)
- Kumo no Ue de Kiss o Shiyō (雲の上でキスをしよう; 2002, 1 Band)
- Sweet Home (2002, 1 Band)
- Mendō Michau yo (メンドウ見ちゃうよ; 2004, 1 Band)
- Replicant no Yoru (レプリカントの夜 Repurikanto no Yoru; 2004, 1 Band)